# 浙江大学之江校区
浙江大学之江校区位于杭州市钱塘江畔，六和塔边，占地650亩，建筑面积7万平米，是原之江大学所在地及原杭州大学的一个校区。

## 概况
2001年以前为浙江大学本科基础部，大部分工科大一新生在此学习，之江校区容纳学生近3000人。2002年以后由于新校区浙大紫金港校区的投入使用，之江校区成为浙江大学沃森基因组科学研究院和浙江大学成人教育学院所在地。2007年9月8日上午，光华法学院在之江校区举行迁址仪式，整体迁入之江校区。之江校区亦成为光华法学院驻地。

## 交通
经过的公交车有K4路、308路、504路、K599路。

## 校園建築
校園知名建築有慎思堂、都克堂、科技馆、图书馆、经济馆、东斋、西斋、北斋、韦斋、上红房、下红房、绿房、灰房等，通常称之为二堂、三馆、四斋、四房。2006年被中华人民共和国国务院列为第六批全国重点文物保护单位。此外，浙江大学之江校区宿舍家属区建筑群於2021年11月23日入選第八批杭州市历史建筑，包含4幢建于1950—1960年代的一层坡屋顶宿舍及幼儿园建筑。
- 頭龍頭15號
- 頭龍頭32—39號
- 頭龍頭48—51號
- 頭龍頭53—56號